# Subversion
Subversion (senlatin: subversio 'omstörtning', 'omvändning', av latin: subverto 'omstörta', 'vända upp och ned'), subversiv verksamhet, påverkansoperation, eller omstörtande verksamhet, innebär politisk verksamhet, ofta i det fördolda, med syfte att störta den statliga ordningen. Under 1900-talet förekom subversion från nazistiska och kommunistiska grupper som samarbetade med Nazityskland respektive Sovjetunionen. I USA var oron stor för kommunistisk subversion under perioden efter andra världskriget och under 1950-talet, vilket bland annat yttrade sig i McCarthyism.
I dagligt tal används begreppet subversiv verksamhet mer utvidgat. Numera innebär det "verksamhet som syftar till att förändra eller störta hela eller del av samhällsordningen". Ett annat namn för subversion är påverkansoperation.